# Lisbeth Berg-Hansen
Lisbeth Berg-Hansen, född 14 mars 1963, är en norsk politiker från Arbeiderpartiet. Hon kommer från Bindal kommun i Nordland fylke där hon varit lokalpolitiker. Hon var fiskeri- och kustminister i Regeringen Stoltenberg II från 20 oktober 2009 till 16 oktober 2013.